# Annamanum albisparsum
Annamanum albisparsum är en skalbaggsart som först beskrevs av Charles Joseph Gahan 1888.  Annamanum albisparsum ingår i släktet Annamanum och familjen långhorningar. Inga underarter finns listade i Catalogue of Life.